# 中谷公巳
中谷 公巳（なかたに ひろみ、1974年 - ）は、日本の実業家である。アクシスインターナショナル代表取締役社長。

## 概要
1974年2月27日石川県小松市に生まれる。1992年、石川県立小松高等学校卒業、1998年、立教大学文学部卒業。
アクシスインターナショナル株式会社 代表取締役。プロジェクトマネジメント、アジャイル開発、サイバーセキュリティ、クラウドコンピューティング、システム監査を中心としたコンサルティングやトレーニングを専門に活動。
PMI会員/PMI日本支部会員、PM学会会員、PMI認定講師、CompTIA認定講師(全認定資格対象)、PMI認定資格(PMP、DAVSC、DAC、DASSM)、スクラムアライアンス認定資格(CSP-SM、CSP-PO、A-CSD、CAL)、SAFe®認定資格(SPC、SASM、POPM)、ISC2認定資格(CISSP)、ISACA認定資格(CISA、CISM)、ECC認定資格(CEH)、CompTIA認定(全認定資格)他。

## 著書
- 著書『PMBOKガイド®第7版対応 アジャイル型プロジェクトマネジメント』（日本能率協会マネジメントセンター、2022年）
- 共著『タレント・トライアングル　破壊的イノベーション時代に求められるプロジェクト・マネジャーの実践スキル』（PMI日本支部、2018年）
- 共訳『プロジェクトマネジメントツールボックス』（鹿島出版社、2007年）